# Onychoblestrum secundum
Onychoblestrum secundum är en mossdjursart som beskrevs av Hayward 1988. Onychoblestrum secundum ingår i släktet Onychoblestrum och familjen Calloporidae. Inga underarter finns listade i Catalogue of Life.